# Синан паша
 Тази статия е за Коца Синан паша.  За Синан паша вижте Синан паша (пояснение).  
Синан паша, още Коджа Тополски, Коша/е/ Тополски е османски военен предводител и държавник (велик везир). По произход е албанец, родом от Призренско и рекрутиран в еничарския корпус.

## Произход
Произходът на Синан паша не е напълно изяснен, тъй като от малък е рекрутиран в еничарския корпус. Някои сведения предават, че оставайки сирак е отгледан от дядо си Силян, чието име носи, и който го отдава за еничарин. Името му се свързва със селата Кошарище и Тополяне (където има символичен гроб) в областта Гора, които са определяни като етнически български села. Съществуват предания сред гораните, че Синан който е потомък на богомили от този край, е изгорил мощите на Растко Неманич (Свети Сава), за да си отмъсти за проклятието срещу гораните, торбешите и бабуните, изречено от Стефан Неманя и сина му Растко на църковния събор срещу богомилската ерес, провел се на Петрова църква в Рашка през 1186 година. В подкрепа на тази хипотеза говорят фактите, че тримата му помощник-везири са от южнославянски произход – Чауш паша (хърватин), Месир паша (бошняк) и Мехмед паша (българин).

## Управление
През 1569 е назначен за губернатор на османски Египет, като до 1571 участва в завладяването на Йемен от Османската империя. През 1574 оглавява военния поход във войната за Тунис, който независимо от съпротивата на испанския гарнизон е превзет и включен към владенията на Високата порта.
През 1580 Синан паша е назначен за велик везир от Мурад III и като глава на османското правителство ръководи османската армия във войната между портата и Сефавидска Персия. Заради поражението във войната е заточен за назидание в Гори.
От 1589 е управител на Дамаск, а след бунт на еничарите е възстановен на поста велик везир. Кандидат за княз на Влашко. Друго надигане на еничарите от 1591 го сваля от поста глава на османското правителство, но през 1593 става велик везир за трети път, оглавявайки военните действия на Османската империя срещу Хабсбургската.
Въпреки военната победа той отново е свален от поста велик везир през февруари 1595, непосредствено преди обявяването на Мехмед III за султан. Следва ново заточение, но през август е привикан отново на поста, за да оглави военния поход срещу Влашко. Провалът на похода и редицата неуспешни военни инициативи срещу австрийските Хабсбурги го извеждат в немилост, но поради смъртта на наследилия го Мехмед паша, през пролетта на 1596 става за пети път велик везир.
Синан паша е изключително омразен и презиран от сърбите за това, че на 27 април 1594 година по време на военните действия срещу Свещената римска империя, изгаря публично на централния площад във Врачар на Белград мощите на Свети Сава. Мотивът за този му акт е подкрепата, която сърбите оказват на Хабсбургите във войната им срещу Османската империя, на която Синан паша оглавява Дивана, т.е. правителството. От Свети Сава оцелява само дясната му ръка и на предполагаемото място на изгаряне на мощите му днес се издига храмът „Свети Сава“.